# Tour de Bochum
Le Tour de Bochum (en allemand : Sparkassen Giro Bochum) est une course cycliste allemande disputée à Bochum, en Rhénanie-du-Nord-Westphalie. Créé en 1998, il fait partie de la coupe d'Allemagne de 2006 à 2009 et de l'UCI Europe Tour de 2005 à 2011, en catégorie 1.1.
Le Tour de Bochum est organisé le deuxième week-end suivant la fin du Tour de France sur un circuit de 14,6 kilomètres parcouru 12 fois.
Depuis 2001, une compétition féminine est disputée le même jour que l'épreuve masculine. Entre 2001 et 2013, elle fait partie du calendrier de l'Union cycliste internationale en catégorie 1.1. En 2014 et 2015, elle fait partie du calendrier de la Coupe du monde féminine. À partir de 2016, l'épreuve devient - comme l'épreuve masculine - une course du calendrier national allemand.

## Palmarès

### Épreuve masculine

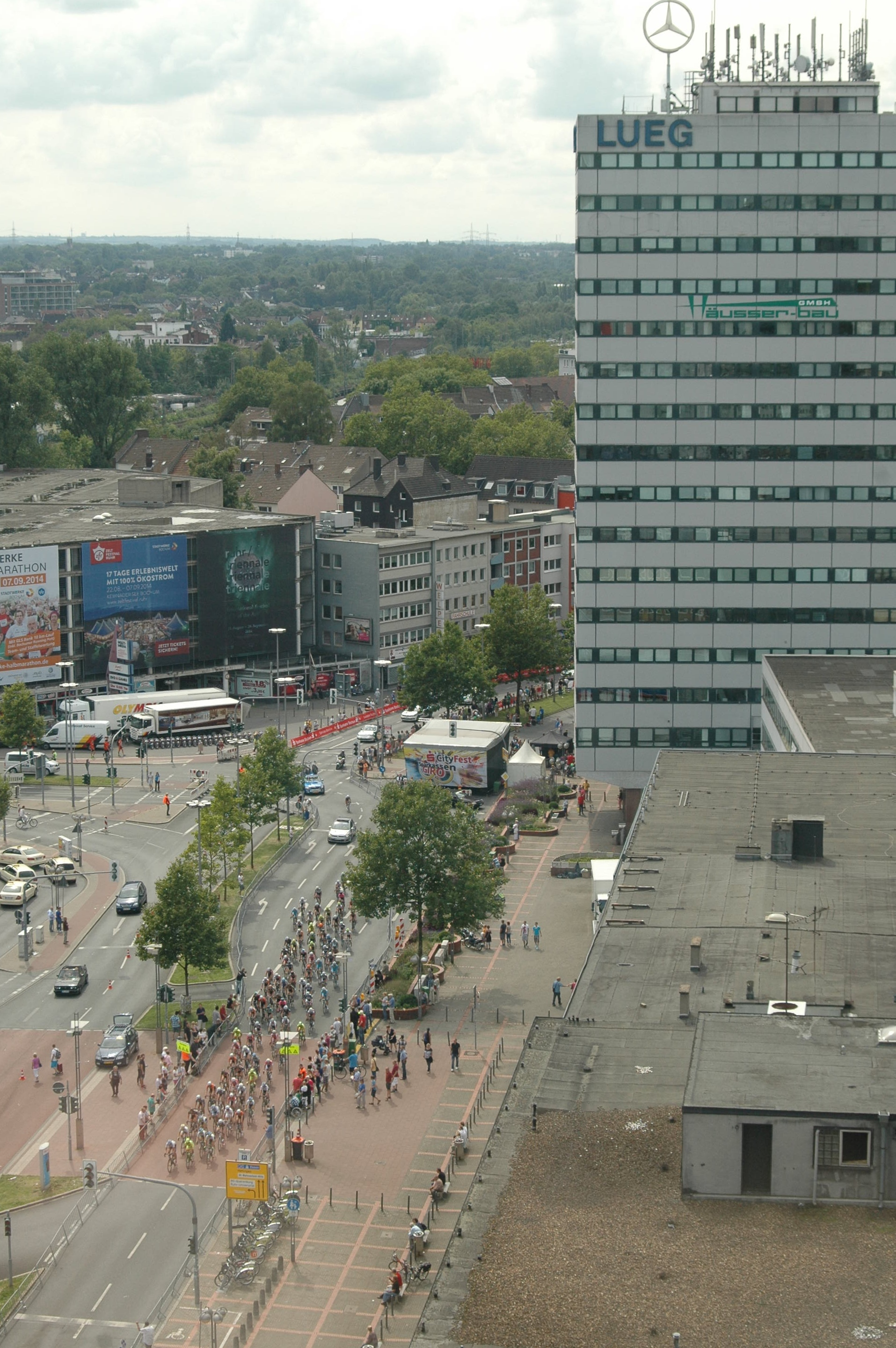
Le peloton de la course féminine 2014 devant la gare de Bochum

| Année | Vainqueur            | Deuxième           | Troisième         |
| ----- | -------------------- | ------------------ | ----------------- |
| 1998  | Jan Ullrich          | Grischa Niermann   | Roberto Lochowski |
| 1999  | Erik Zabel           | Dirk Muller        | Fabien De Waele   |
| 2000  | Jans Koerts          | Stuart O'Grady     | Niko Eeckhout     |
| 2001  | Gianluca Bortolami   | Mauro Radaelli     | Karsten Kroon     |
| 2002  | Frédéric Amorison    | Jørgen Bo Petersen | Jans Koerts       |
| 2003  | Rolf Aldag           | René Jørgensen     | Lubor Tesař       |
| 2004  | David Kopp           | Lubor Tesař        | Corey Sweet       |
| 2005  | Lubor Tesař          | Marcel Sieberg     | Fabian Wegmann    |
| 2006  | Jens Voigt           | André Korff        | Erik Zabel        |
| 2007  | Andy Cappelle        | Tom Stamsnijder    | Bert Grabsch      |
| 2008  | Eric Baumann         | Christian Knees    | Marcel Sieberg    |
| 2009  | Mark Cavendish       | Gerald Ciolek      | Andreas Stauff    |
| 2010  | Niki Terpstra        | Guillaume Boivin   | André Greipel     |
| 2011  | Pieter Vanspeybrouck | Grischa Janorschke | Andreas Stauff    |
| 2012  | Marcel Sieberg       | Fabian Wegmann     | Dirk Müller       |
| 2013  | André Greipel        | Tony Martin        | Roger Kluge       |
| 2014  | Marcel Sieberg       | Roger Kluge        | Benjamin Sydlik   |
| 2015  | Marcel Sieberg       | John Degenkolb     | André Greipel     |
| 2016  | Marcel Sieberg       | Nils Politt        | Daniel Klemme     |
| 2017  | Marcus Burghardt     | Rick Ottema        | Lucas Carstensen  |
| 2018  | Geraint Thomas       | Rick Zabel         | Marcel Sieberg    |

### Épreuve féminine
| Année                    | Vainqueur           | Deuxième                 | Troisième            |
| ------------------------ | ------------------- | ------------------------ | -------------------- |
| Calendrier international |                     |                          |                      |
| 2001                     | Sharon van Essen    | Edith Klep-Moerenhout    | Margaret Hemsley     |
| 2002                     | Bertine Spijkerman  | Katherine Bates          | Tanja Schmidt-Hennes |
| 2003                     | Swetlana Bubnenkowa | Regina Schleicher        | Rochelle Gilmore     |
| 2004                     | Deirdre Demet-Barry | Petra Rossner            | Alison Wright        |
| 2005                     | Angela Hennig       | Oenone Wood              | Mirjam Melchers      |
| 2006                     | Oenone Wood         | Tanja Schmidt-Hennes     | Chantal Beltman      |
| 2007                     | Hanka Kupfernagel   | Martina Corazza          | Christiane Soeder    |
| 2008                     | Suzanne de Goede    | Rochelle Gilmore         | Loes Markerink       |
| 2009                     | Rochelle Gilmore    | Suzanne de Goede         | Chloe Hosking        |
| 2010                     | Ellen van Dijk      | Tiffany Cromwell         | Maaike Polspoel      |
| 2011                     | Adrie Visser        | Christine Majerus        | Liesbet De Vocht     |
| 2012                     | Mieke Kröger        | Anna-Bianca Schnitzmeier | Eileen Roe           |
| 2013                     | Christine Majerus   | Maaike Polspoel          | Kirsten Wild         |
| Coupe du monde           |                     |                          |                      |
| 2014                     | Marianne Vos        | Giorgia Bronzini         | Lotta Lepistö        |
| 2015                     | Barbara Guarischi   | Lucinda Brand            | Emilie Moberg        |
| Calendrier national      |                     |                          |                      |
| 2016                     | Kirsten Peetoom     | Femke Van Kessel         | Alessia Martini      |
| 2017                     | Belle De Gast       | Elisa Balsamo            | Chiara Consonni      |
| 2018                     | Lydia Wegemund      | Marit Raaijmakers        | Minke Slingerland    |
| 2019                     | Natalie van Gogh    | Nina Buysman             | Belle De Gast        |